# Konstantin Vassiljev
Konstantin Vassiljev (Tallinn, 16 de agosto de 1984) é um treinador e ex-futebolista estoniano que atuava como meia-atacante. Atualmente comanda o Flora. 
Possui ascendência russa, e seu nome russificado é Konstantin Viktorovich Vassilyev (em russo, Константин Викторович Васильев).

## Carreira em clubes
Tendo iniciado a carreira nas categorias de base do TJK, estreou no time principal em 2000, na quinta divisão estoniana (quando a equipe chamava-se TJK-83 Tallinn), atuando em 39 jogos e fazendo 22 gols. Passou ainda pelo HÜJK Emmaste antes de voltar ao TJK em 2002.
Entre 2003 e 2007, alternou entre a equipe principal do Levadia (99 jogos e 41 gols) e o time B (28 partidas e 12 gols), vencendo 3 vezes a Meistriliiga e conquistando ainda um tricampeonato da Copa da Estônia.
Fora de seu país, Vassiljev atuou por Nafta Lendava (Croácia), Koper (Eslovênia), Amkar Perm (Rússia), Piast Gliwice e Jagiellonia Białystok (ambos da Polônia), voltando à Estônia em 2019 para defender o Flora Tallinn, obtendo mais 5 títulos (2 Meistriliigas, uma Copa da Estônia e 2 Supercopas).

## Seleção Estoniana

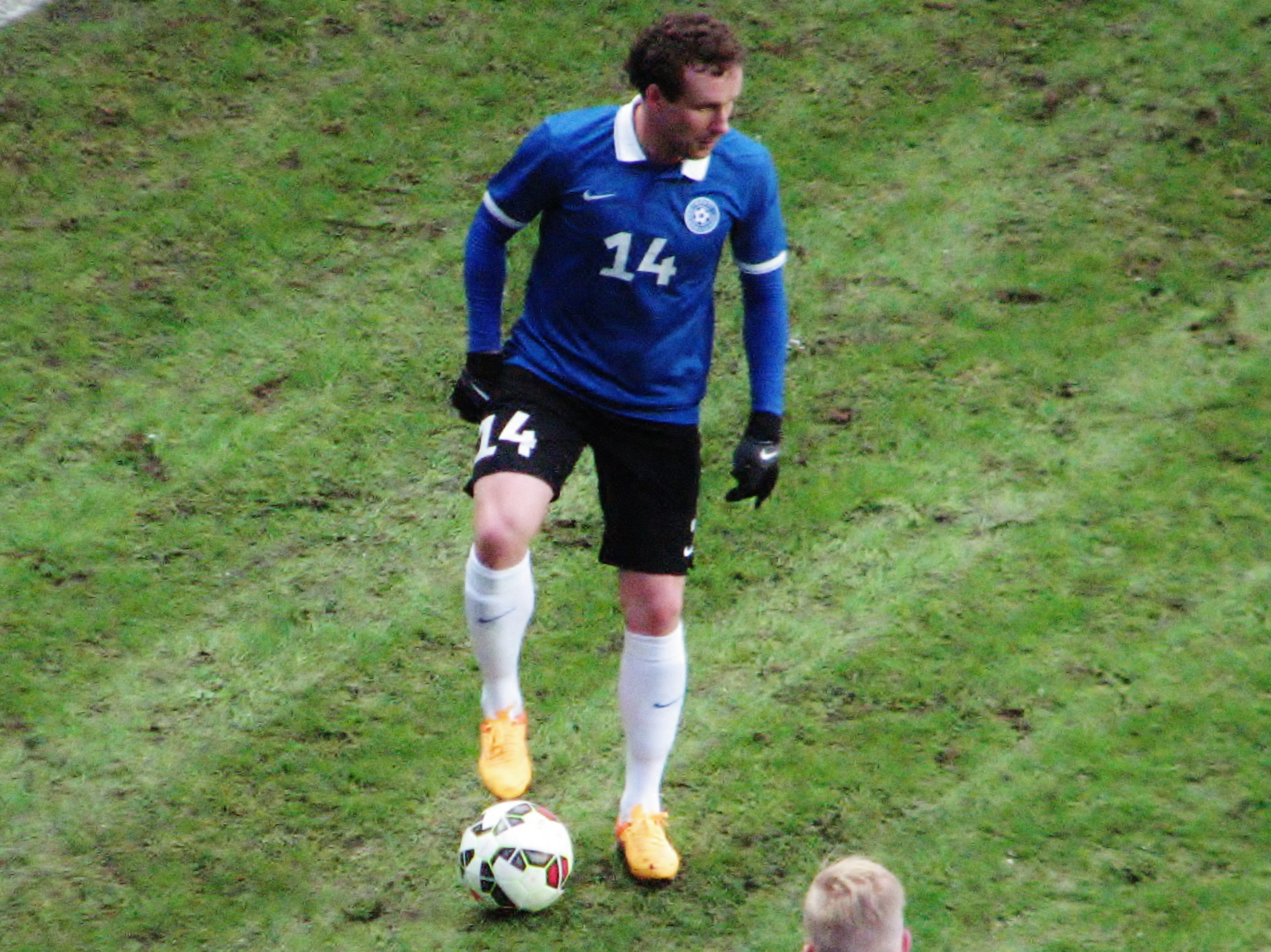
Vassiljev no amistoso entre Estônia e Islândia, em março de 2015.

Após jogar nos times Sub-19 e Sub-21 da Estônia, Vassiljev estreou pela seleção principal em maio de 2006, em um amistoso contra a Nova Zelândia. Marcou seu primeiro gol no empate por 2 a 2 com a Armênia, em março de 2009, em partida válida pelas eliminatórias europeias da Copa de 2010.
Entrou para o clube dos jogadores que disputaram 100 ou mais jogos por uma seleção nacional ao enfrentar novamente a Armênia, desta vez num amistoso disputado em março de 2018. Em junho de 2024, disputou seu 158º e último jogo pela Estônia, batendo o recorde que pertencia a Martin Reim desde 2009. Porém, os Sinine, Must ja Valge terminariam derrotados pela Suíça por 4 a 0. Entre as seleções europeias, Vassiljev é o sétimo jogador com mais jogos e, no geral, é o 32º colocado, tendo ultrapassado na época as 157 partidas do próprio Reim e do saudita Sami Al-Jaber.

## Títulos
Levadia
- Meistriliiga: 2004, 2006, 2007
- Copa da Estônia: 2003–04, 2004–05, 2006–07

Flora Tallinn
- Meistriliiga: 2019, 2020, 2022, 2023
- Copa da Estônia: 2019–20
- Supercopa da Estônia: 2020, 2021

### Individuais
- Futebolista Estoniano do Ano: 2010, 2011, 2013
- Artilheiro da Meistriliiga: 2009, 2011, 2012, 2013, 2016, 2019
- Jogador Estrangeiro do Ano da revista Piłka Nożna: 2016[10]
- Quarta classe da Ordem da Estrela Branca